# 萧县经济开发区
萧县经济开发区是中华人民共和国安徽省宿州市萧县下辖的一个类似乡级单位。

## 行政区划
下辖以下地区：
马楼村和庙街村。